# دانييلا وود
دانييلا وود (بالإنجليزية: Danielle Wood)‏‏ (11 أغسطس 1972 في هوبارت - ) روائية من أستراليا.